# José Baroja
Pour les articles homonymes, voir Baroja (homonymie).
Œuvres principales
"El hombre del terrón de azúcar"; "Un hijo de perra" ; "El lado oscuro de la sombra"; "Sueño en Guadalajara"; "Regards"
José Baroja (Valdivia, 4 septembre 1983), nom de plume de Ramón Mauricio González Gutiérrez, est un écrivain et éditeur chilien.

## Biographie

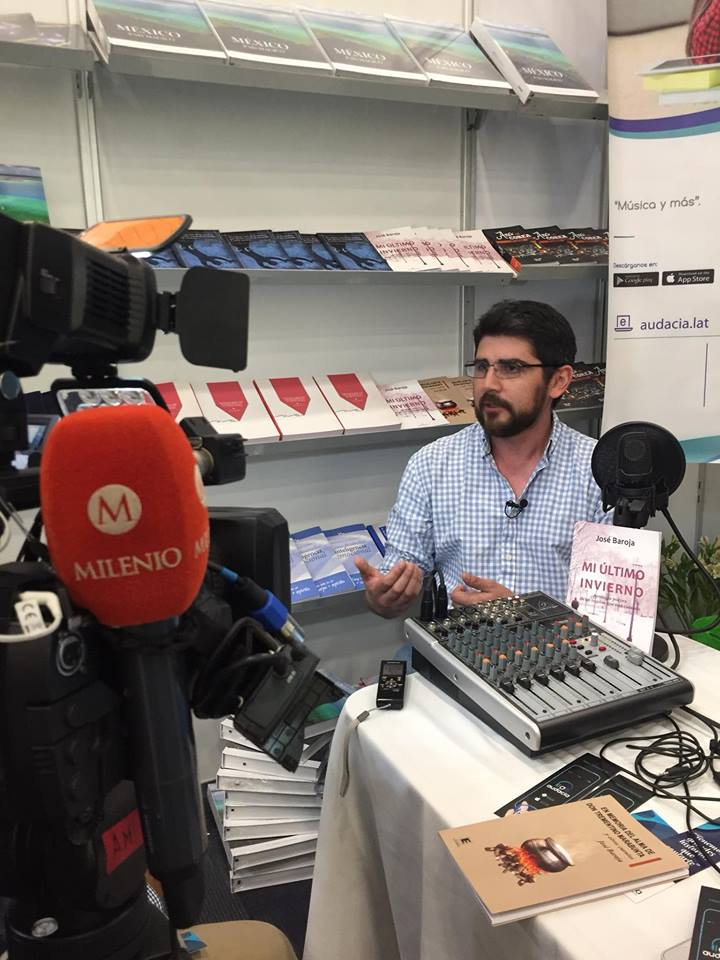
Interview à la Foire internationale du livre de Guadalajara

Fils aîné de trois frères, il est né à l'hôpital régional de Valdivia, au Chili, en 1983. Il a vécu son adolescence dans la commune de Maipú.
En 2009, il est diplômé de la Pontificia Universidad Católica de Chile avec un baccalauréat en lettres, mention en linguistique et littérature hispanique, et une maîtrise en lettres et une mention en littérature, toutes deux obtenues avec la plus haute distinction académique. Depuis 2007, en tant que spécialiste des œuvres de l'âge d'or espagnol et de la langue espagnole, il a commencé à donner des conférences et des ateliers sur les deux sujets dans plusieurs universités et instituts du Chili, principalement à Santiago et à Talca, en plus d'ajouter plusieurs articles. dans des revues académiques, Parallèlement, il participe à des séminaires et congrès dans la région,.
En 2015, il a inauguré sa reconnaissance littéraire avec le premier prix du concours littéraire Gonzalo Rojas Pizarro, qui a été suivi par d'autres prix en Argentine et au Chili, ainsi que la publication de son premier livre, El hombre del terrón de azúcar y otros cuentos. En 2018, Baroja est invité au Mexique pour la première fois, d'abord pour la XI Rencontre internationale des chercheurs en langues et littérature, organisée par l'UNACH à Tuxtla Gutiérrez, et, plus tard, pour la Foire internationale du livre de Guadalajara. Année, il a publié plusieurs articles et reportages sur l'épidémie sociale au Chili, mettant en avant la nécessité d'une transformation structurelle du pays à travers une solution institutionnelle au conflit.
En 2019, après une visite Mexico, Toronto, Paris, Barcelone et Buenos Aires, ces derniers lieux où El curioso caso de la sombra que murió como un recuerdo y otros cuentos et Cuentos Reunidos-Antología Breve ont vu le jour, il a décidé de migrer à Guadalajara, Mexique. Plus tard cette année-là, il cofonde à Lebu, au Chili, avec les écrivains chiliens Jaime Magnan et Alfredo O. Torres, la revue d'art et de lettres Sudras y Parias.
Lors de son séjour au Mexique, Baroja devient membre du Mouvement des poètes du monde, en plus de devenir cofondateur, directeur de projet et rédacteur en chef d'Audacia Editorial, à Zapopan, Jalisco.
En 2022, il épouse l'écrivaine mexicaine Leyda Mariscal Arciniega.
En 2023, il est incorporé comme auteur dans le répertoire de la Communauté Créative de Los Ríos, dépendant du Ministère des Cultures, des Arts et du Patrimoine du Gouvernement du Chili. Il publie également Sueño en Guadalajara y otros cuentos. La nouvelle Miradas est traduite en français par Disparates Fanzine à Toulouse. Il fait partie de la délégation chilienne qui participe à la Foire internationale du livre de Guadalajara, aux côtés d'écrivains tels que Victor Munita Fritis, Alejandro Zambra, Pablo Simonetti, María José Ferrada, les scientifiques Sebastián Pérez et Paula Jofré, et les artistes visuels Consuelo Terra, Pablo Delcielo et Catalina Bu.
En 2024, il est inclus dans l'Encyclopédie de la littérature mexicaine (ELEM), une encyclopédie numérique de la littérature mexicaine, éditée par la Fondation pour les lettres mexicaines, soutenue par le ministère de la Culture et l'Institut national des beaux-arts et de la littérature du Mexique.
En 2025, il est inclus dans Institut Cervantes.

## Styles et influences
Le récit de Baroja se caractérise par une langue simple et soignée, bien qu'avec un arrière-plan qui nécessite un certain bagage culturel. En revanche, sa poésie tend vers le viscéral et le peu de contenu. Parmi ses influences narratives, se distinguent Jorge Luis Borges, María Luisa Bombal, Manuel Rojas et Oscar Wilde, auteurs dont il emprunte la satire, l'ironie et le soin de la langue. Il est exact d'affirmer que la littérature de Baroja oscille entre le fantastique et le réalisme social, allant même jusqu'à s'intéresser à la psychologie du désespoir.

## Œuvres
Recueils de contes et nouvelles
- El hombre del terrón de azúcar y otros cuentos
- Un hijo de perra y otros cuentos
- En memoria del alma de Don Trementino Marabunta y otros cuentos
- El curioso caso de la sombra que murió como un recuerdo y otros cuentos
- Historia de dos hombres que se extraviaron en el olvido y otros relatos
- Cuentos Reunidos–Antología Breve
- Cuentos de un escritor chileno en México
- Cuentos de un escritor trasnochado, en formato braille
- Sobre la extraordinaria memoria de Ernesto Faundez Sanhueza
- El lado oscuro de la sombra y otros ladridos
- No fue un catorce de febrero y otros cuentos
- Sueño en Guadalajara y otros cuentos

Poésie
- Mi último invierno

Critiques
- Sobre la novela picaresca: Presentación Alonso, mozo de muchos amos, edición crítica de M. D. Miguel Donoso
- El teatro de Brecht como visión crítica de un hombre de la Modernidad
- Acerca del ser brasileño como figura identitaria en el modernismo
- Hernán Rivera Letelier: La pampa salitrera como paradigma poscolonial de la identidad chilena
- "El Laberinto De La Soledad de Octavio Paz como síntesis de la modernidad latinoamericana". En Octavio Paz and India: Enduring Resonances
- Emergencia del sujeto marginal en Hijo de ladrón de Manuel Rojas
- Algunos apuntes sobre la novela negra latinoamericana a partir de La ciudad está triste de Ramón Díaz Eterovic
- Sobre estructura y recepción textual de Historia de la monja alférez

## Prix et reconnaissances

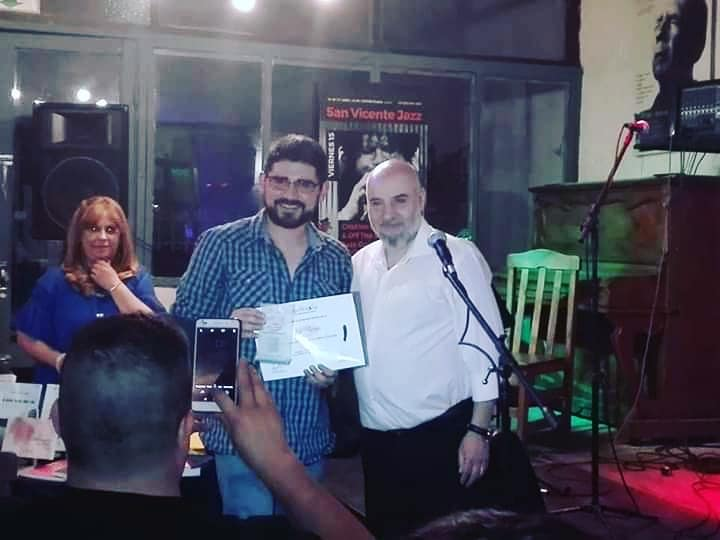
Reconnaissance de l'œuvre littéraire en Argentine

Baroja a remporté plusieurs prix au cours de sa carrière. Il s'agit notamment du Concours international Gonzalo Rojas Pizarro, au Chili, Tierras Poéticas y Exilio, en Argentine, pays où il a également été reconnu pour sa contribution au monde de la littérature, obtenant, courant 2022, le bénéfice d'un fonds de la Fundación del Centro Western Argentina pour la publication du roman De las sombras que escondió Gustavo Guarnieri en el espejo.
De même, sa participation à plusieurs anthologies, en anglais et en espagnol, se démarque, parmi lesquelles on peut citer Alien Minds, une publication en anglais de La Rama Dorada, Argentine, Nueva Poesía y Narrativa Hispanoamericana del Siglo XXI, des Ediciones Lord Byron, à Madrid, Espagne, Les 100 écrivains les plus remarquables d'Ibéro-Amérique, des Ediciones Hispana, aux États-Unis, versions 2018-2019 et 2020-2021, Escritor Libre Internacional, de Tahiel Ediciones, à Buenos Aires, Argentine, et Homenaja a los escritores de Jalisco, de la maison d'édition Maya Cartonera, au Chiapas, au Mexique. Enfin, il raconte sa parution dans différentes revues littéraires, telles que Revista Verbo (Des)nudo, au Chili, Revista Interpretextos au Mexique, Revista Guardarraya en Espagne et Revista Cultural Calle B à Cuba, entre autres.